# Едуард Бернайс
Едуард Бернайс (на английски: Edward Bernays) (1891 – 1995) е PR експерт и манипулатор на общественото мнение в САЩ в началото на 20 век. Той е един от пионерите в области като пропаганда и връзки с обществеността. Племенник на Зигмунд Фройд, Бернайс използва на практика идеите на чичо си за безсъзнателните, ирационални човешки импулси, за да подтикне масите да консумират продукти и услуги, основаващи се не на рационални нужди, а на ирационални желания. Смятан е от мнозина за автор на термина „PR“ („Public Relations“, или „връзки с обществеността“).
Автор е на книгата „Пропаганда“ (1923).